# Percival Lakes
Percival Lakes är sjöar i Australien. De ligger i delstaten Western Australia, omkring 1 500 kilometer nordost om delstatshuvudstaden Perth. Percival Lakes ligger 256 meter över havet. Arean är 222 kvadratkilometer. Den sträcker sig 22,1 kilometer i nord-sydlig riktning, och 77,4 kilometer i öst-västlig riktning.
Omgivningarna runt Percival Lakes är i huvudsak ett öppet busklandskap. Trakten runt Percival Lakes är nära nog obefolkad, med mindre än två invånare per kvadratkilometer. Genomsnittlig årsnederbörd är 457 millimeter. Den regnigaste månaden är januari, med i genomsnitt 148 mm nederbörd, och den torraste är augusti, med 1 mm nederbörd.